# Capella del Cementiri Vell (Terrassa)
La capella del Cementiri Vell és un edifici de Terrassa (Vallès Occidental) protegit com a bé cultural d'interès local. És situada a la plaça de Joan Miró, vora el carrer de Wagner, al barri del Cementiri Vell.

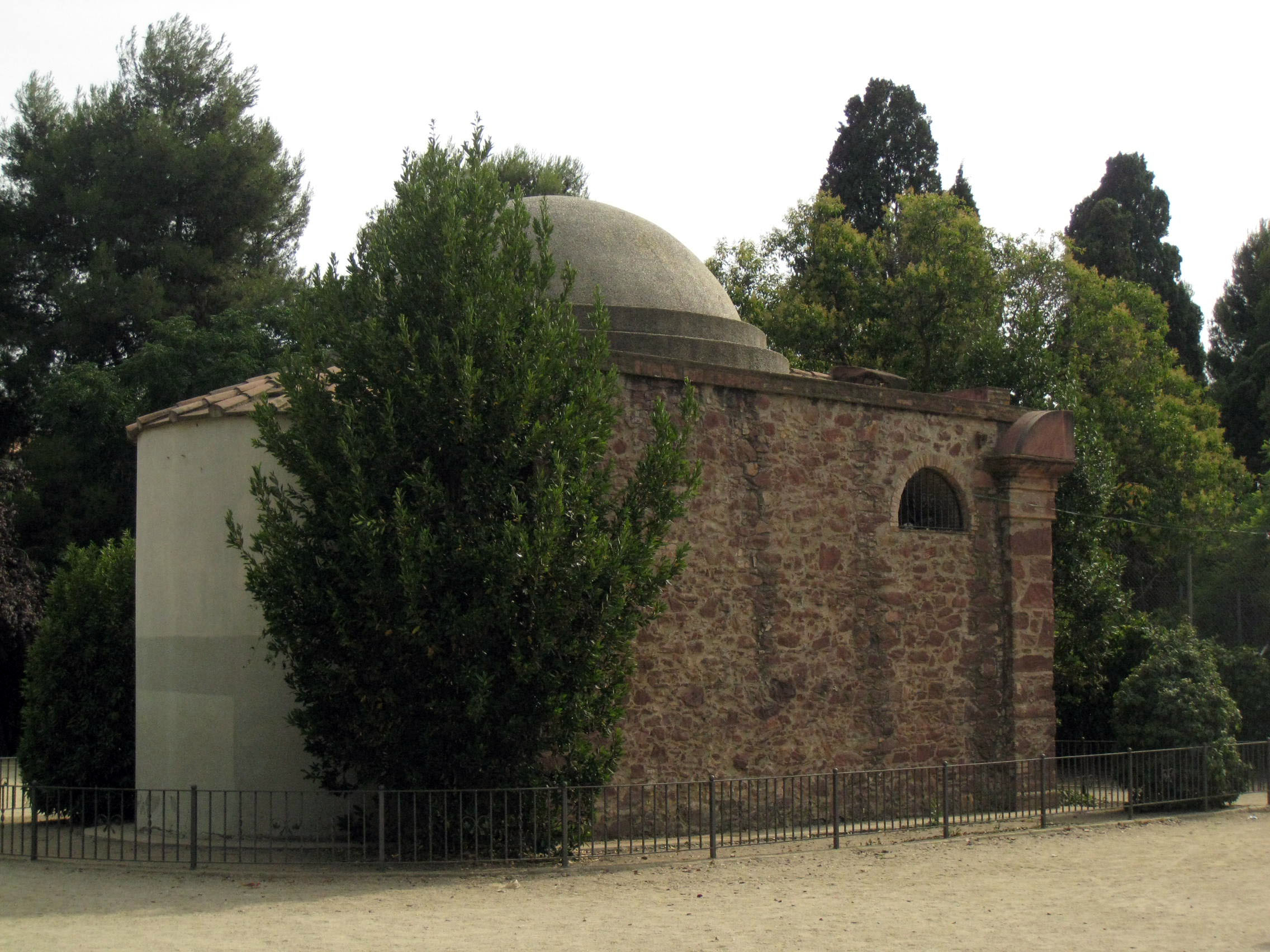
Façana lateral, amb la cúpula al sostre

## Descripció
És un petit edifici aïllat de planta rectangular bastit amb pedra de sauló. Presenta una nau quadrada coberta amb cúpula de maó i absis semicircular, a llevant, també de maó.
La façana principal presenta una gran portalada flanquejada per dues columnes toscanes amb arquitrau, cornisa de maó i frontó amb relleus estucats que representen unes ales desplegades. L'edifici està bastant deteriorat i hi manquen alguns elements ornamentals. Té una finestra semicircular a cada façana lateral.

## Història
L'anomenat Cementiri Vell, situat vora el torrent de Vallparadís, era originàriament un cementiri militar de l'època de la Guerra del Francès que el 1809 es va utilitzar com a cementiri civil, coincidint amb l'epidèmia de tifus dels anys 1808-1810, que va provocar una gran mortaldat. El 1834 es decideix construir un cementiri municipal just als mateixos terrenys: el 1835 ja s'hi fa el primer enterrament i el 1841 s'hi construeix el primer panteó, el de la família Maurí.

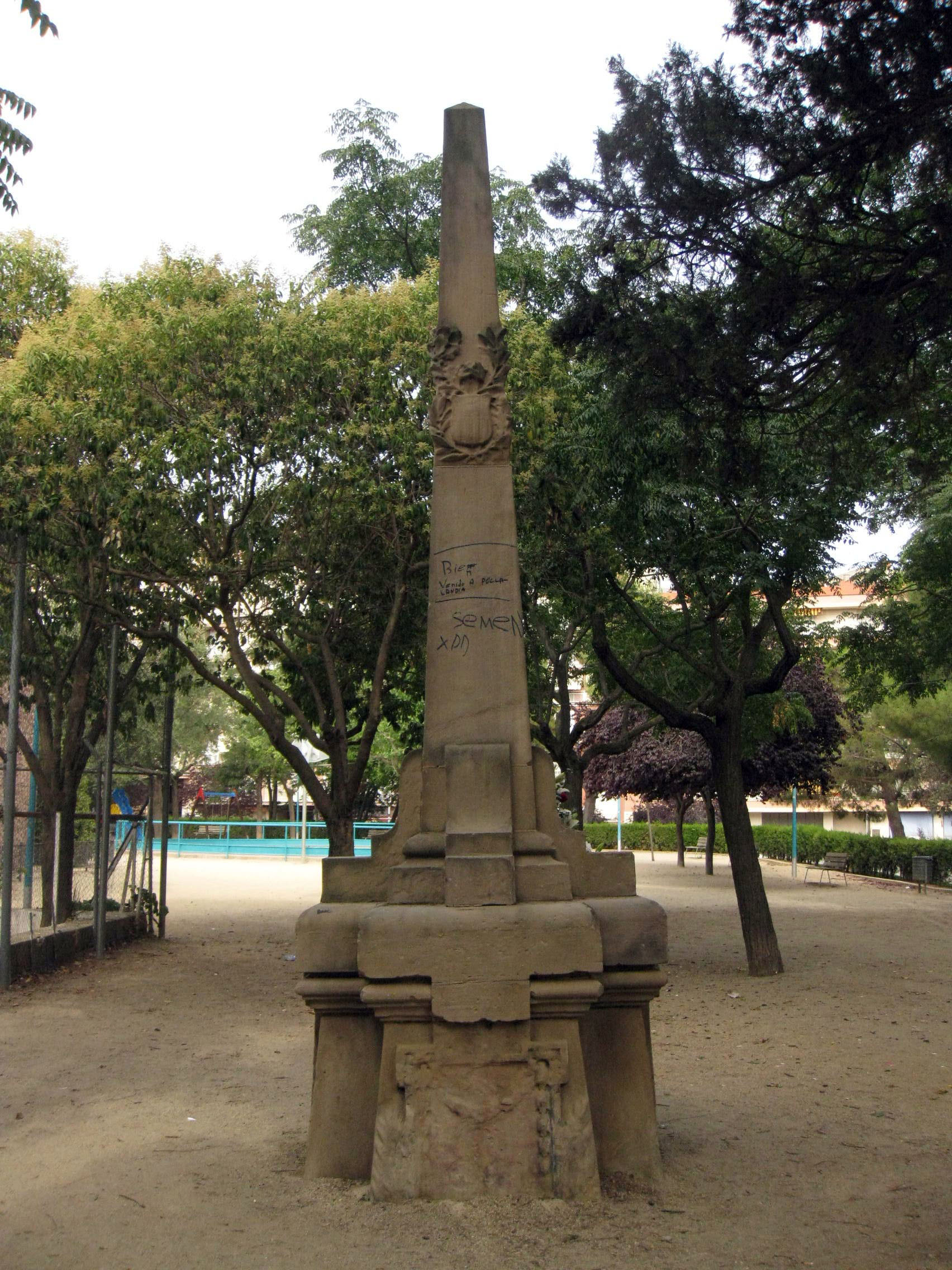
Monument funerari a Jaume Jover i Valentí Alagorda, de Melcior Viñals, l'únic vestigi conservat de l'antic recinte, juntament amb la capella

Aquest cementiri va quedar saturat i el 1926 es va projectar fer-ne un de nou als terrenys de Can Torrella del Mas, que es va inaugurar el 1932 i és l'utilitzat actualment. Al Cementiri Nou s'hi van traslladar algunes edificacions escadusseres del recinte antic, com el panteó Alegre de Sagrera, en forma de temple clàssic, amb columnes i frontó.
El Cementiri Vell ser enderrocat i clausurat definitivament el 1964 i només en van quedar dos vestigis: la capella i un monument funerari, que s'aixequen a la plaça de Joan Miró, a l'antic solar del cementiri, on es va construir també un casal d'avis.